# Йоганн Генріх Кальтенбах
Йоганн Генріх Кальтенбах (нім. Johann-Heinrich Kaltenbach; 1807—1876) — німецький ботанік та ентомолог.

## Біографія
Народився у 1807 році у Кельні, який в цей час був окупований Францією. Після школи закінчив педагогічне училище у місті Брюль. Викладав у початковій школі в Аахені. У 1837 році призначений директором місцевої гімназії. Там він працював та викладав до своєї смерті у 1876 році.
Поруч з викладацькою роботою, Кальтенбах активно займався природничими науками. Він був співзасновником та членом Товариства корисних наук (Gesellschaft für nützliche Wissenschaften) в Аахені, членом Щецинського ентомологічного клубу (Entomologischen Verein zu Stettin), Віденського зоологічно-ботанічного товариства (Zoologisch-botanischen Gesellschaft zu Wien), Ботанічний клубу Середнього і Нижнього Рейну (Botanischen Verein am Mittel- und Niederrhein), Природознавчого клубу Прусського Рейнланду та Вестфалії (Naturhistorischer Verein der Rheinlande und Westfalens).
У 1875 році нагороджений орденом Червоного орла.